# Kenneth Sandberg
Bert Kenneth Sandberg, född 15 juli 1945, är en svensk politiker och opinionsbildare, bosatt i Kävlinge. Han har en Fil.lic.-examen i sociologi vid Lunds universitet.
Sandberg var först ledamot i kommunfullmäktige för vänsterpartiet men uteslöts 1992 på grund av att han kritiserade den enligt honom alltför generösa svenska invandringspolitiken. Han behöll därvid sin plats i fullmäktige och agerade politisk vilde fram till valet 1994 då han kandiderade för sitt egenhändigt grundade parti Kommunens Väl. Partiet vann 8 av fullmäktiges 49 mandat samtidigt som det lokala vänsterpartiet förlorade samtliga sina.
Under den följande mandatperioden engagerade sig Sandberg även i nätverket Folkviljan och Massinvandringen, och blev dess ordförande och starkaste kraft. Inför 1998 års val kandiderade till riksdagen för Sverigedemokraterna samtidigt som han behöll sitt lokala parti och sitt mandat i kommunfullmäktige även under mandatperioden 1998-2002.
Kenneth Sandberg var tidigare anställd som byrådirektör vid Statens Invandrarverk i Malmö och tjänstgjorde där vid mottagningsenheten. Sedan Sandberg under våren 1997 fått en omfattande massmedial publicitet genom sitt engagemang som ordförande för "Folkviljan och Massinvandringen" uttalade verkets generaldirektör Lena Häll Eriksson i maj samma år att det är olämpligt att en person med Sandbergs åsikter handlägger asylutredningar. Sandberg sades upp från sin anställning i augusti 1997 med hänvisning till samarbetsproblem och företräddes först inför Arbetsdomstolen av förbundet Jusek, i vilket Sandberg var medlem. År 1998 drog Jusek emellertid tillbaka sin talan inför domstolen, där en enig JUSEK-styrelse med Madeleine Leijonhufvud som ordförande framhöll att det  hade varit absurt av Jusek att försvara Sandbergs rätt att arbeta på Invandrarverket när han aktivt verkar för att människor, inklusive många Jusekmedlemmar, ska utvisas ur Sverige på grund av sitt etniska ursprung. Sandberg kom dock senare att vinna målet mot Invandrarverket och tilldömdes skadestånd samt att Invandrarverket bekostade Sandbergs rättegångskostnader.
År 2002 valdes Sandberg in i kommunfullmäktige för Sverigedemokraterna och anställdes sedan som ombudsman för partiets syddistrikt. Han hade varit ledamot i Sverigedemokraternas partistyrelse 2003-06. Sedan valet 2006 är han även ledamot i Kävlinge kommunstyrelse.
I april 2010 lämnade Sandberg Sverigedemokraterna efter missnöje med partiets enligt hans mening alltför liberala invandringspolitik, och efter att ha riktat kritik mot partiet.